# Формула включень-виключень

Випадок двох множин

Формула включень-виключень (або принцип включень-виключень) — комбінаторна формула, що дозволяє визначити потужність об'єднання скінченного числа скінченних множин, які в загальному випадку можуть перетинатися один з одним.
Наприклад, у випадку двох множин {\displaystyle A} та {\displaystyle B} формула включень-виключень має вигляд:
{\displaystyle |A\cup B|=|A|+|B|-|A\cap B|.}
У сумі {\displaystyle |A|+|B|} елементи перетину {\displaystyle A\cap B} враховані двічі, тому віднімаємо {\displaystyle |A\cap B|} з правої частини формули. Справедливість цього міркування видно з діаграми Ейлера-Венна для двох множин, яка наведена на малюнку праворуч.

Формула включень-виключень для трьох множин

У випадку трьох множин A, B та C формула має вигляд:
{\displaystyle |A\cup B\cup C|=|A|+|B|+|C|-|A\cap B|-|A\cap C|-|B\cap C|+|A\cap B\cap C|.}
Ця формула може бути перевірена підрахунком того, скільки разів кожна область діаграми Ейлера-Венна використовується в правій частині формули. В цьому випадку, можна зауважити, що елементи перетину трьох множин будуть три рази враховані і три рази відняті, тому їх потрібно додати задля правильного підрахунку.
Таким же чином і в разі {\displaystyle n>3} множин процес знаходження кількості елементів об'єднання {\displaystyle A_{1}\cup A_{2}\cup \ldots \cup A_{n}} полягає у включенні всього, потім виключення зайвого, потім включенні помилково виключеного і так далі, тобто в чергуванні включення і виключення. Звідси і походить назва формули.

## Історія
Вперше формулу включень-виключень опублікував португальський математик   Даніель да Сільва в 1854 році.
Але ще в 1713 Микола Бернуллі використовував цей метод для вирішення завдання Монмора, відомої як задача про зустрічі (фр. Le problème des rencontres), окремим випадком якої є задача про безлад. Також формулу включень-виключень пов'язують з іменами французького математика Абрахама де Муавра і англійського математика Джозефа Сильвестра.
У теорії ймовірностей аналог принципу включень-виключень відомий як формула Анрі Пуанкаре.

## Формулювання
Формулу включень-виключень можна сформулювати в різних формах.

### У термінах множин
Нехай {\displaystyle A_{1},A_{2},\ldots ,A_{n}} — скінченні множини. Формула включень-виключень стверджує:
{\displaystyle {\biggl |}\bigcup _{i=1}^{n}A_{i}{\biggr |}=\sum _{i=1}^{n}\left|A_{i}\right|\;-\sum _{1\leqslant i<j\leqslant n}\left|A_{i}\cap A_{j}\right|\;+\sum _{1\leqslant i<j<k\leqslant n}\left|A_{i}\cap A_{j}\cap A_{k}\right|\;-\ \ldots \ +\;\left(-1\right)^{n-1}\left|A_{1}\cap \cdots \cap A_{n}\right|.}
Більш компактно можна записати так:
{\displaystyle {\Biggl |}\bigcup _{i=1}^{n}A_{i}{\Biggr |}=\sum _{k=1}^{n}(-1)^{k+1}\left(\sum _{1\leqslant i_{1}<\cdots <i_{k}\leqslant n}\left|A_{i_{1}}\cap \cdots \cap A_{i_{k}}\right|\right)}
або
{\displaystyle {\Biggl |}\bigcup _{i=1}^{n}A_{i}{\Biggr |}=\sum _{\emptyset \neq J\subseteq \{1,2,\ldots ,n\}}(-1)^{|J|-1}{\Biggl |}\bigcap _{j\in J}A_{j}{\Biggr |}.}
При {\displaystyle n=2,\ 3} отримуємо формули для двох або трьох множин, наведені вище.

### У термінах властивостей
Принцип включень-виключень часто наводять в такому альтернативному формулюванні
.
Нехай дано кінцеву множину {\displaystyle U}, яка складається з {\displaystyle N} елементів, і нехай є набір властивостей {\displaystyle a_{1},\ldots ,a_{n}}. Кожен елемент множини {\displaystyle U} може володіти або не володіти будь-якою з цих властивостей. Позначимо через {\displaystyle N(a_{i_{1}}\ldots a_{i_{s}})} кількість елементів, що володіють відповідно властивостями {\displaystyle a_{i_{1}},\ldots ,a_{i_{s}}} (і, можливо, деякими іншими). Також через {\displaystyle N({\overline {a}}_{i_{1}}\ldots {\overline {a}}_{i_{s}})} позначимо кількість елементів, що не володіють жодною з властивостей {\displaystyle a_{i_{1}},\ldots ,a_{i_{s}}}. Тоді має місце формула:
{\displaystyle N({\overline {a}}_{1}\ldots {\overline {a}}_{n})=N-\sum _{i}N(a_{i})+\sum _{i<j}N(a_{i}a_{j})-\sum _{i<j<k}N(a_{i}a_{j}a_{k})+\ldots +(-1)^{n}N(a_{1}\ldots a_{n}).}
Формулювання принципу включень-виключень у термінах множин еквівалентне формулюванню в термінах властивостей.
Дійсно, якщо множина {\displaystyle A_{i}} є підмножинами деякої множини {\displaystyle U}, то в силу законів де Моргана {\displaystyle |\bigcup \nolimits _{i}A_{i}|=|U|-|\bigcap \nolimits _{i}{\overline {A_{i}}}|} (риска над множиною позначає доповнення в множині {\displaystyle U}), і формулу включень-виключень можна переписати так:
{\displaystyle {\biggl |}\bigcap _{i=1}^{n}{\overline {A_{i}}}{\biggl |}=|U|-\sum _{i}|A_{i}|+\sum _{i<j}|A_{i}\cap A_{j}|-\sum _{i<j<k}|A_{i}\cap A_{j}\cap A_{k}|+\ldots +(-1)^{n}|A_{1}\cap A_{2}\cap \ldots \cap A_{n}|.}
Якщо тепер замість «елемент {\displaystyle x} належить множини {\displaystyle A_{i}}» говорити «елемент {\displaystyle x} має властивість {\displaystyle a_{i}}», то ми отримаємо формулювання принципу включень-виключень в термінах властивостей, і навпаки.
Позначимо через {\displaystyle N(r)} кількість елементів, що володіють в точності r властивостями з набору {\displaystyle a_{1},\ldots ,a_{n}}. Тоді формулу включень-виключень можна переписати в такій замкненій формі
{\displaystyle N(0)=\sum _{k=0}^{n}(-1)^{k}\sum _{i_{1}<\ldots <i_{k}}N(i_{1},\ldots ,i_{k}).}

## Доведення
Існує кілька доведень формули включень-виключень.

## Застосування

### Задача про безлад
Класичний приклад використання формули включень-виключень — задача про безлад.
Потрібно знайти число перестановок {\displaystyle p_{1},p_{2},\ldots ,p_{n}} множини {\displaystyle \{1,2,\ldots ,n\}} таких що {\displaystyle p_{i}\neq i} для всіх {\displaystyle i}. Такі перестановки називаються безладом.
Нехай {\displaystyle U} — множина всіх перестановок {\displaystyle p} і нехай властивість {\displaystyle a_{i}} перестановки виражається рівністю {\displaystyle p_{i}=i}. Тоді число безладів є {\displaystyle N({\overline {a}}_{1},{\overline {a}}_{2},\ldots ,{\overline {a}}_{n})}. Легко бачити, що {\displaystyle N(a_{i_{1}},\ldots ,a_{i_{s}})=(n-s)!} — число перестановок, що залишають на місці елементи {\displaystyle i_{1},\ldots ,i_{s}}, і таким чином сума {\displaystyle \sum N(a_{i_{1}},a_{i_{2}},\ldots ,a_{i_{s}})} містить {\displaystyle {\tbinom {n}{s}}} однакових доданків. Формула включень-виключень дає вираз для числа {\displaystyle D_{n}} безладів:
{\displaystyle D_{n}=n!-{N \choose 1}(n-1)!+{N \choose 2}(n-2)!-\ldots +(-1)^{n}{n \choose n}0!.}
Це співвідношення можна перетворити до вигляду
{\displaystyle D_{n}=n!\left(1-{\frac {1}{1!}}+{\frac {1}{2!}}-\ldots +{\frac {(-1)^{n}}{n!}}\right).}
Неважко бачити, що вираз в дужках є частковою сумою ряду {\displaystyle \sum _{k=0}^{\infty }{\frac {(-1)^{k}}{k!}}=e^{-1}}. Таким чином, з хорошою точністю число безладів становить {\displaystyle 1/e} частку від загального числа {\displaystyle P_{n}=n!} перестановок:
{\displaystyle D_{n}/P_{n}\approx 1/e.}

### Обчислення функції Ейлера
Інший приклад застосування формули включень-виключень — знаходження явного вираження для функції Ейлера {\displaystyle \varphi (n)}, що виражає кількість чисел з {\displaystyle 1,2,\ldots ,n,} взаємно простих з {\displaystyle n}.
Нехай канонічне розкладання числа {\displaystyle n} на прості множники має вигляд
{\displaystyle n=p_{1}^{s_{1}}p_{2}^{s_{2}}\ldots p_{k}^{s_{k}}.}
Число {\displaystyle m\in 1,\ldots ,n} взаємно просте з {\displaystyle n} тоді і тільки тоді, коли жоден з простих дільників {\displaystyle p_{i}} ділить {\displaystyle m}. Якщо тепер властивість {\displaystyle a_{i}} означає, що {\displaystyle p_{i}} ділить {\displaystyle m}, то кількість чисел, взаємно простих з {\displaystyle n} є {\displaystyle N({\overline {a}}_{1},\ldots ,{\overline {a}}_{k})}.
Кількість {\displaystyle N(a_{i_{1}},\ldots ,a_{i_{s}})} чисел, що володіють властивостями {\displaystyle a_{i_{1}},\ldots ,a_{i_{s}}} дорівнює {\displaystyle n/p_{i_{1}}\ldots p_{i_{s}}}, оскільки {\displaystyle p_{i_{1}}|m,\ldots ,p_{i_{s}}|m\leftrightarrow p_{i_{1}}\ldots p_{i_{s}}|m}.
За формулою включень-виключень знаходимо:
{\displaystyle \varphi (n)=n-\sum _{i}n/p_{i}+\sum _{i,j}n/p_{i}p_{j}-\ldots +(-1)^{k}n/p_{1}\ldots p_{k}.}
Ця формула перетвориться до виду: 
{\displaystyle \varphi (n)=n\prod _{i=1}^{k}\left(1-{\frac {1}{p_{i}}}\right).}

## Варіації і узагальнення

### Принцип включення-виключення для ймовірностей
Нехай {\displaystyle (\Omega ,{\mathfrak {F}},{\mathcal {P}})} — імовірнісний простір. Тоді для випадкових подій {\displaystyle A_{1},A_{2},\ldots ,A_{n}} виконується формула
Ця формула виражає принцип включень-виключень для ймовірностей. Її можна отримати з принципу включень-виключень у формі індикаторних функцій:
{\displaystyle \mathbf {1} _{\bigcup _{i}A_{i}}=\sum _{i}\mathbf {1} _{A_{i}}-\sum _{i<j}\mathbf {1} _{A_{i}\cap A_{j}}+\sum _{i<j<k}\mathbf {1} _{A_{i}\cap A_{j}\cap A_{k}}+\ldots +(-1)^{n-1}\,\mathbf {1} _{A_{1}\cap \ldots \cap A_{n}}.}
Нехай {\displaystyle A_{i}} — події імовірнісного простору {\displaystyle (\Omega ,{\mathfrak {F}},{\mathcal {P}})}, тобто {\displaystyle A_{i}\in {\mathfrak {F}}}. Візьмемо математичне сподівання {\displaystyle {\mathcal {M}}} від обох частин цього співвідношення, і, скориставшись лінійністю математичного сподівання і рівністю {\displaystyle {\mathcal {P}}(A)={\mathcal {M}}(\mathbf {1} _{A})} для довільного події {\displaystyle A\in {\mathfrak {F}}}, отримаємо формулу включення-виключення для ймовірностей.

### Принцип включень-виключень у просторах з мірою
Нехай {\displaystyle (X,{\mathfrak {S}},\mu )} — простір з мірою. Тоді для довільних вимірних множин {\displaystyle A_{i}} кінцевої міри {\displaystyle \mu (A_{i})<\infty } має місце формула включень-виключень:
{\displaystyle \mu {\biggl (}\bigcup _{i=1}^{n}A_{i}{\biggr )}=\sum _{i}\mu (A_{i})-\sum _{i<j}\mu (A_{i}\cap A_{j})+\sum _{i<j<k}\mu (A_{i}\cap A_{j}\cap A_{k})+\ldots +(-1)^{n-1}\,\mu \left(\bigcap _{i=1}^{n}A_{i}\right).}
Очевидно, принцип включень-виключень для ймовірностей і для потужностей скінченних множин є окремими випадками цієї формули. У першому випадку мірою є, природно, ймовірнісна міра у відповідному ймовірнісному простору: {\displaystyle \mu (A)={\mathcal {P}}(A)}. У другому випадку як міра береться потужність множини: {\displaystyle \mu (A)=|A|}.
Вивести принцип включень-виключень для просторів з мірою можна також, як для зазначених окремих випадків, з тотожності для індикаторних функцій:
{\displaystyle \mathbf {1} _{\bigcup _{i}A_{i}}=\sum _{i}\mathbf {1} _{A_{i}}-\sum _{i<j}\mathbf {1} _{A_{i}\cap A_{j}}+\sum _{i<j<k}\mathbf {1} _{A_{i}\cap A_{j}\cap A_{k}}+\ldots +(-1)^{n-1}\,\mathbf {1} _{A_{1}\cap \ldots \cap A_{n}}.}
Нехай {\displaystyle A_{i}} — вимірні множини простору {\displaystyle (X,{\mathfrak {S}},\mu )}, тобто {\displaystyle A_{i}\in {\mathfrak {S}}}. Проінтегруємо обидві частини цієї рівності по мірі {\displaystyle \mu }, скористаємось лінійністю інтеграла і співвідношенням {\displaystyle \mu (A)=\int _{X}\mathbf {1} _{A}(x)\,d\mu }, і отримаємо формулу включень-виключень для міри.

### Тотожність максимумів і мінімумів
Формула включень-виключень може розглядатися як окремий випадок тотожності максимумів і мінімумів:
Це співвідношення справедливо для довільних чисел {\displaystyle a_{i}}. В окремому випадку, коли {\displaystyle a_{i}\in \{0,1\}} ми отримуємо одну з форм принципу включень-виключень. Справді, якщо покласти {\displaystyle a_{i}=\mathbf {1} _{A_{i}}(x)}, де {\displaystyle x} — довільний елемент із {\displaystyle U}, то отримаємо співвідношення для індикаторних функцій множин:
{\displaystyle \mathbf {1} _{\bigcup _{i}A_{i}}(x)=\sum _{i}\mathbf {1} _{A_{i}}(x)-\sum _{i<j}\mathbf {1} _{A_{i}\cap A_{j}}(x)+\sum _{i<j<k}\mathbf {1} _{A_{i}\cap A_{j}\cap A_{k}}(x)+\ldots +(-1)^{n-1}\,\mathbf {1} _{A_{1}\cap \ldots \cap A_{n}}(x).}

### Обертання Мебіуса
Нехай {\displaystyle S} — кінцева множина, і нехай {\displaystyle f\colon 2^{S}\to \mathbb {R} } — довільна функція, визначена на сукупності підмножин {\displaystyle S}, яка приймає дійсні значення. Визначимо функцію {\displaystyle g\colon 2^{S}\to \mathbb {R} } наступним співвідношенням:
{\displaystyle g(Y)=\sum _{X\supset Y}f(X).}
Тоді має місце наступна формула звернення
:
Це твердження є окремим випадком загальної формули обертання Мебіуса для   алгебри інцидентності сукупності {\displaystyle 2^{S}} всіх підмножин множини {\displaystyle S}, частково впорядкованих по відношенню включення {\displaystyle \subset }.
Покажемо, як з цієї формули отримати принцип включення-виключення для скінченних множин.
Нехай дано сімейство підмножин {\displaystyle A_{1},\ldots ,A_{n}} скінченної множини {\displaystyle U}, позначимо {\displaystyle S=\{1,\ldots ,n\}} — множина індексів. Для кожного набору індексів {\displaystyle X\subset S} визначимо {\displaystyle f(X)} як число елементів, що входять тільки в ті множини {\displaystyle A_{i}}, для яких {\displaystyle i\in X}. Математично це можна записати так:
{\displaystyle f(X)=\left|\left(\bigcap _{i\in X}A_{i}\right)\cap \left(\bigcap _{j\notin X}{\overline {A_{j}}}\right)\right|.}
Тоді функція {\displaystyle g\colon 2^{S}\to \mathbb {R} }, яка визначається формулою
описує кількість елементів, кожний з яких входить у всі множини {\displaystyle A_{i}}, {\displaystyle i\in X} і, бути може, ще в інші. Тобто
Зауважимо далі, що {\displaystyle f(\varnothing )} — кількість елементів, що не володіють жодною з властивостей:
З урахуванням зроблених зауважень запишемо формулу обернення Мебіуса:
Це є в точності формула включень-виключень для скінченних множин, тільки в ній не згруповані доданки, пов'язані з однаковим значенням {\displaystyle |X|}.